# Rayno Gerber
Pour les articles homonymes, voir Gerber.
Pas d'image ? Cliquez ici

a Compétitions nationales et continentales officielles uniquement.

Dernière mise à jour le 26 juillet 2020.
 Rayno Gerber, né le 28 janvier 1981 à Port Elizabeth (Afrique du Sud), est un joueur sud-africain de rugby à XV qui évolue au poste de pilier droit.

## Carrière

### Provinces (Currie Cupet Vodacom Cup)
- 2002-2004 : Free State Cheetahs  –21 ans et seniors
- 2006-2008 : Blue Bulls
- 2012 : Blue Bulls
- 2013 : Natal Sharks

### Franchises (Super 12/14)
- 2007-2009 : Bulls
- 2012 : Bulls

### Clubs
- Shimlas (Université de Free State)
- 2004-2006 : Leeds Tykes
- 2009-2011 : Stade français Paris
- 2012-2013 : Rugby Rovigo

## Carrière en équipe nationale
- International –21 ans sud-africain.

## Palmarès
- Vainqueur du Champion du monde des –21 ans en 2002
- Vainqueur du Super 14 en 2007 et 2009
- Vainqueur de la Currie Cup en 2006
- Finaliste de la Currie Cup en 2004 et 2008